# 穆爾加納山

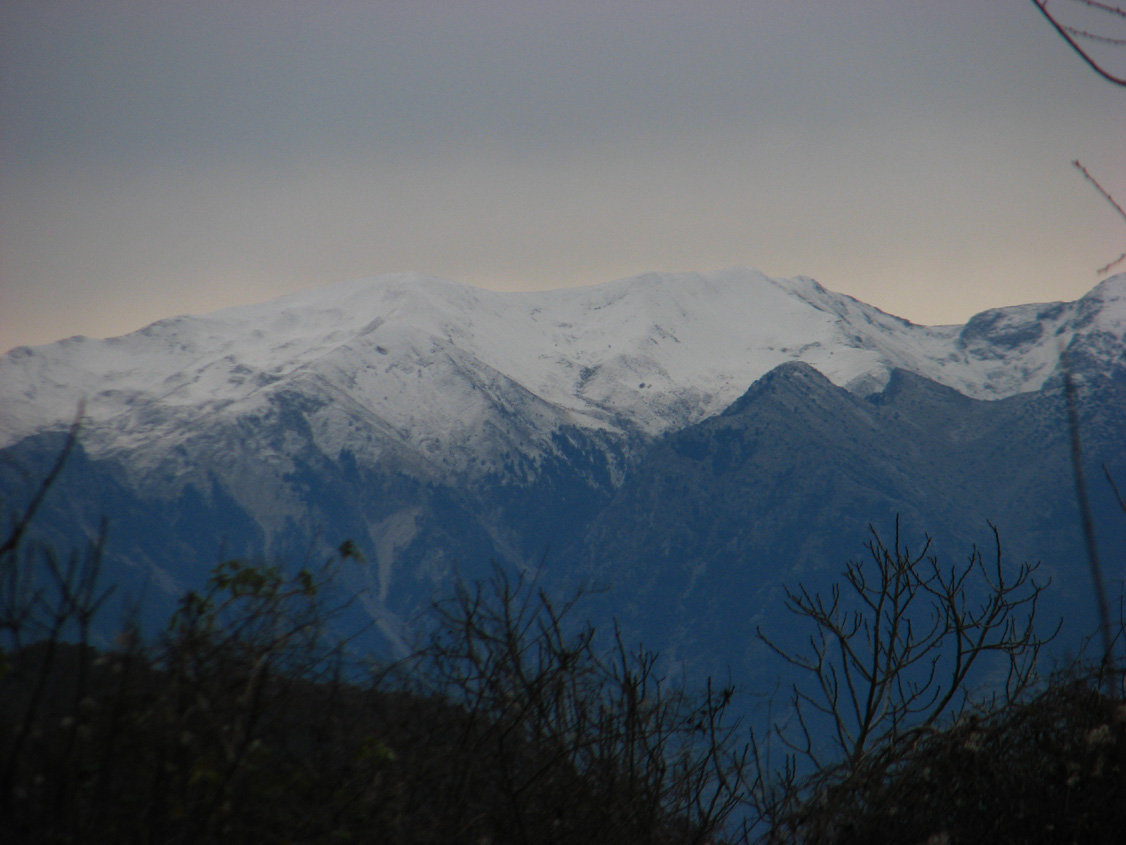

39°47′02″N 20°22′59″E / 39.784°N 20.383°E
穆爾加納山（希臘語：Όρη Τσαμαντά），是東南歐的山峰，位於阿爾巴尼亞南部和希臘西北部，處於地拉那以南180公里，最高點海拔高度1,806米，每年平均降雨量1,500毫米。